# Christian Kern

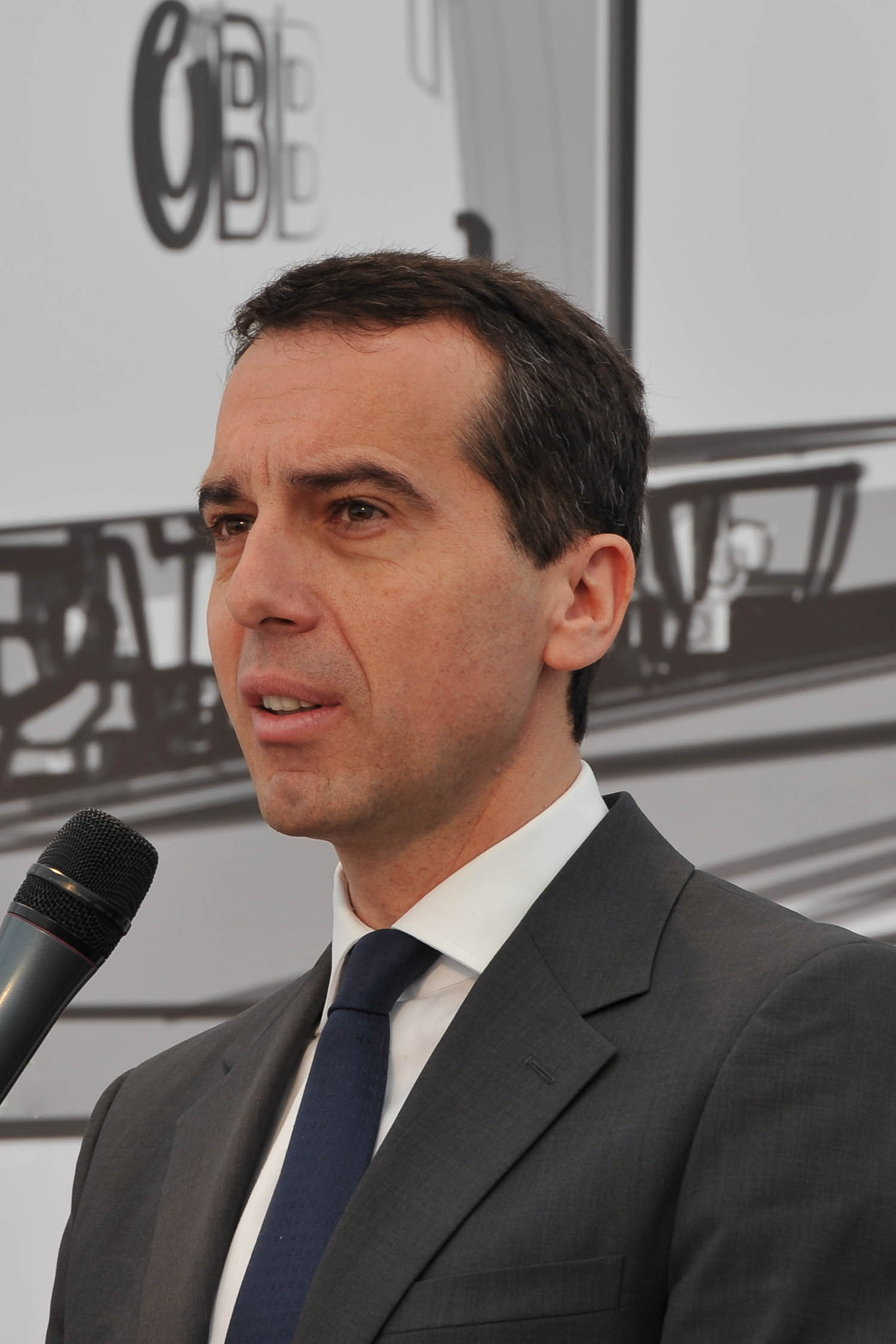
Christian Kern em 2012

Christian Kern (Viena, 4 de janeiro de 1966) é um empresário e político austríaco, filiado ao Partido Social-Democrata da Áustria (SPÖ). Foi Chanceler da Áustria, de 2016 até 2017. Foi anteriormente jornalista económico, chefe da empresa fornecedora de eletricidade Verbund AG, chefe das ferrovias austríacas Österreichische Bundesbahnen em 2010-2016, e chefe da Community of European Railway and Infrastructure Companies.